# Ansiea
Ansiea Lehtinen, 2005 è un genere di ragni appartenente alla famiglia Thomisidae.

## Distribuzione
Le due specie note di questo genere sono diffuse in Africa e Arabia Saudita.

## Tassonomia
Questo genere è stato avulso da Misumena Latreille, 1804, a seguito di analisi condotte sugli esemplari tipo di Misumena tuckeri Lessert, 1919 effettuate dall'aracnologo Lehtinen in un suo lavoro (2005a).
Non sono stati esaminati esemplari di questo genere dal 2005.
A giugno 2014, si compone di due specie ed una sottospecie:
- Ansiea buettikeri (Dippenaar-Schoeman, 1989) — Arabia Saudita
- Ansiea tuckeri (Lessert, 1919)[2] — Africa
  - Ansiea tuckeri thomensis (Bacelar, 1958) — São Tomé (Golfo di Guinea)